# Comuna de Choroszcz
Choroszcz (polaco: Gmina Choroszcz) é uma gminy (comuna) na Polónia, na voivodia de Podláquia e no condado de Białostocki. A sede do condado é a cidade de Choroszcz.
De acordo com os censos de 2004, a comuna tem 12 703 habitantes, com uma densidade 77,7 hab/km².

## Área
Estende-se por uma área de 163,5 km², incluindo:
- área agricola: 61%
- área florestal: 17%

## Demografia
Dados de 30 de Junho 2004:
|                      | Total   | Total | Mulheres | Mulheres | Homens  | Homens |
| -------------------- | ------- | ----- | -------- | -------- | ------- | ------ |
|                      | pessoas | %     | pessoas  | %        | pessoas | %      |
| População            | 12 703  | 100   | 6346     | 50       | 6357    | 50     |
| Densidade (pop./km²) | 77,7    | 100   | 38,8     | 38,8     | 38,9    | 38,9   |

De acordo com dados de 2002, o rendimento médio per capita ascendia a 1043,85 zł.

## Comunas vizinhas
- Białystok, Dobrzyniewo Duże, Juchnowiec Kościelny, Kobylin-Borzymy, Łapy, Sokoły, Turośń Kościelna, Tykocin